# Phare de Port-la-Nouvelle
Le phare de Port-la-Nouvelle fut détruit pendant la Seconde Guerre mondiale.
Après sa mise hors service par la Commission d'Armistice en 1942, sa lentille est démontée en novembre et sa tourelle dynamitée en 1944.
Reconstruit ensuite comme « feu de jetée » à Port-la-Nouvelle, c'est une tour cylindrique de 18 m avec un feu scintillant blanc.